# Sceloporus hunsakeri
Sceloporus hunsakeri är en ödleart som beskrevs av  Hall och SMITH 1979. Sceloporus hunsakeri ingår i släktet Sceloporus och familjen Phrynosomatidae. IUCN kategoriserar arten globalt som livskraftig. Inga underarter finns listade i Catalogue of Life.